# Pedro Izquierdo
Pedro Izquierdo (La Matanza de Acentejo, Tenerife, 1980) es un timplista español.

## Biografía
Empieza a tocar el timple desde los seis años, estudia guitarra clásica en la escuela municipal de música y danza Villa de La Orotava y en el conservatorio Superior de Música de Canarias. Ha realizado cursos de especialización de guitarra con maestros como David Russell, Zoran Dukit, Nacho Rodes, de composición de Jazz con Perico Sambeat…
En junio de 1996 da su primer concierto como solista de timple, y a partir de entonces ha recorrido todas las islas Canarias, así como Berlín, Fráncfort del Meno, Bruselas, Sevilla, Caracas, Maracay, Sídney. Ha colaborado en más de una veintena de discos, tanto como solista, como de timple acompañante. Su primer trabajo discográfico fue editado en el año 2000 bajo el título, “Primeras lluvias”. En el 2009 edita un libro de partituras para timple. En 2010 publica su 2.º CD, con su propio nombre y un 2.º libro de partituras. 
Desde el año 2002 ha sido profesor de timple en la escuela municipal de música y danza Villa de La Orotava hasta el año 2018, año que comienza a impartir esta especialidad en el Conservatorio Profesional de Música de Santa Cruz de Tenerife justo cuando se incluye el timple como especialidad instrumental dentro de las enseñanzas regladas de Canarias, convirtiéndose en el primer profesor especialista de timple en este tipo de centros. Ha sido profesor invitado en cursos como: curso de verano “Pozo Negro” organizado por la asociación “Chacarando”. Semana de la Música en la escuela de Música del municipio lanzaroteño de Tías. Primer y Segundo concierto y curso de timples Iberoamericano organizado por Fedecanarias en el Hogar Canario Venezolano. XVI y XVII Encuentro de guitarra clásica y timple "Ciudad de Santa María de Guía", Gran Canaria. Así como cursillos y charlas en diversos colegios e institutos de Tenerife. 
Ha sido pionero en la docencia del timple utilizando las nuevas tecnologías, desde el año 2012 imparte, a través de videoconferencia.
Cuenta con una amplia bibliografía publicada con partituras para timple (solfeo y tablatura), desde un método de iniciación hasta partituras sueltas con obras propias, adaptaciones de músicas populares o folklóricas, de otros timplistas de anteriores generaciones, recopilación de canciones folklóricas con rasgueos para el acompañamiento y sus acordes... (para mayor información revisar su página web).
Ha sido galardonado por el Gobierno de Canarias en el área de Juventud y Cultura en las tres últimas ediciones del certamen de Timple que dicha institución ha organizado.
Ha grabado un método en DVD para la productora “Delito” donde se enseña en pequeños cortes a tocar el timple. Ha participado en diversos programas de televisión especializados en música popular como Tenderete, la Bodega de Julián, en programas de radio como Radio Realejos, Radio en color, Gente Radio, Radio Nacional de España, o Cadena Ser, entre otros.
Desde el año 2000 hasta el año 2012 dirige a la "Parranda Bentahod" (La Orotava) y desde 2011 a 2018 a la "La Parranda" (Granadilla de Abona), ambas agrupaciones divulgadoras de la música tradicional canaria y latinoamericana. 
Desde el año 1999 viene siendo acompañado en sus conciertos por el guitarrista y arreglista Carlos Mozzi. Ha realizado conciertos con otras formaciones, como timple y piano junto a Jeremías Martín, timple y banda sinfónica...